# Erik Černák
Erik Černák (* 28. května 1997 Košice) je profesionální slovenský hokejový obránce momentálně působící v klubu Tampa Bay Lightning v severoamerické NHL. S floridským klubem vyhrál v sezónách 2019/20 a 2020/21 vyhrál Stanley Cup.
V roce 2015 byl ve druhém kole draftován z celkového 43. místa klubem Los Angeles Kings.

## Statistiky

### Klubové statistiky
| Sezóna      | Klub                | Soutěž      |     | Základní část | Základní část | Základní část | Základní část | Základní část |   | Play off | Play off | Play off | Play off | Play off |
| Sezóna      | Klub                | Soutěž      | Z   | G             | A             | B             | TM            | Z             | G | A        | B        | TM       |          |          |
| 2012–13     | HK Orange 20        | 1. SHL      | 8   | 2             | 0             | 2             | 18            | —             | — | —        | —        | —        |          |          |
| 2013–14     | HC Košice           | SHL         | 13  | 0             | 0             | 0             | 0             | 7             | 0 | 0        | 0        | 2        |          |          |
| 2013–14     | HK Orange 20        | SHL         | 20  | 2             | 1             | 3             | 2             | —             | — | —        | —        | —        |          |          |
| 2014–15     | HC Košice           | SHL         | 43  | 5             | 8             | 13            | 16            | 7             | 0 | 1        | 1        | 6        |          |          |
| 2015–16     | Erie Otters         | OHL         | 41  | 4             | 11            | 15            | 35            | 13            | 0 | 6        | 6        | 10       |          |          |
| 2016–17     | Erie Otters         | OHL         | 50  | 3             | 18            | 21            | 53            | 22            | 1 | 8        | 9        | 10       |          |          |
| 2017–18     | Syracuse Crunch     | AHL         | 71  | 5             | 13            | 18            | 70            | 7             | 1 | 1        | 2        | 4        |          |          |
| 2018–19     | Syracuse Crunch     | AHL         | 9   | 2             | 5             | 7             | 14            | —             | — | —        | —        | —        |          |          |
| 2018–19     | Tampa Bay Lightning | NHL         | 58  | 5             | 11            | 16            | 58            | 4             | 0 | 3        | 3        | 0        |          |          |
| 2019–20     | Tampa Bay Lightning | NHL         | 67  | 5             | 7             | 12            | 59            | 25            | 0 | 4        | 4        | 12       |          |          |
| 2020–21     | Tampa Bay Lightning | NHL         | 46  | 5             | 13            | 18            | 38            | 21            | 1 | 9        | 10       | 16       |          |          |
| 2021–22     | Tampa Bay Lightning | NHL         | 54  | 1             | 12            | 13            | 46            | 23            | 1 | 1        | 2        | 12       |          |          |
| 2022–23     | Tampa Bay Lightning | NHL         | 70  | 2             | 14            | 16            | 53            | 1             | 0 | 0        | 0        | 2        |          |          |
| 2023–24     | Tampa Bay Lightning | NHL         | 69  | 2             | 11            | 13            | 63            | 5             | 0 | 1        | 1        | 2        |          |          |
| 2024–25     | Tampa Bay Lightning | NHL         | 76  | 3             | 18            | 21            | 50            | 5             | 1 | 0        | 1        | 4        |          |          |
| NHL celkově | NHL celkově         | NHL celkově | 441 | 23            | 86            | 109           | 367           | 84            | 3 | 18       | 21       | 48       |          |          |

### Reprezentační statistiky
| Rok                            | Tým                            | Soutěž                         | Z  | G | A | B | TM |
| ------------------------------ | ------------------------------ | ------------------------------ | -- | - | - | - | -- |
| 2013                           | Slovensko 18                   | MS18                           | 6  | 0 | 2 | 2 | 8  |
| 2014                           | Slovensko 20                   | MSJ                            | 5  | 0 | 0 | 0 | 4  |
| 2014                           | Slovensko 18                   | MS18                           | 5  | 0 | 0 | 0 | 6  |
| 2015                           | Slovensko 20                   | MSJ                            | 6  | 0 | 2 | 2 | 4  |
| 2016                           | Slovensko 20                   | MSJ                            | 4  | 0 | 0 | 0 | 2  |
| 2017                           | Slovensko 20                   | MSJ                            | 5  | 0 | 1 | 1 | 2  |
| 2019                           | Slovensko                      | MS                             | 7  | 3 | 2 | 5 | 8  |
| Juniorská reprezentace celkově | Juniorská reprezentace celkově | Juniorská reprezentace celkově | 31 | 0 | 5 | 5 | 26 |
| Seniorská reprezentace celkově | Seniorská reprezentace celkově | Seniorská reprezentace celkově | 7  | 3 | 2 | 5 | 8  |